# Chuyến bay 541 của Air Philippines
Chuyến bay 541 của Air Philippines, một chiếc Boeing 737-200, cất cánh từ Manila lúc 5 giờ 21 phút sáng và dự kiến hạ cánh ở Davao, Philippines vào khoảng 6 giờ 45 phút. Chỉ huy chuyến bay là cơ trưởng Estraton Catipay - phi công trẻ nhất từng phục vụ cho Philippine Airlines trong những năm 1960. Ông cũng làm việc cho các hãng hàng không ở Hoa Kỳ như Pan Am, Delta, TWA và Eastern Airlines, và tại các hãng hàng không lớn khác ở châu Á và London như Malaysia Air.  Đóng vai trò là sĩ quan đầu tiên cho chuyến đi là Đại úy Don Sardalla, 22 tuổi.

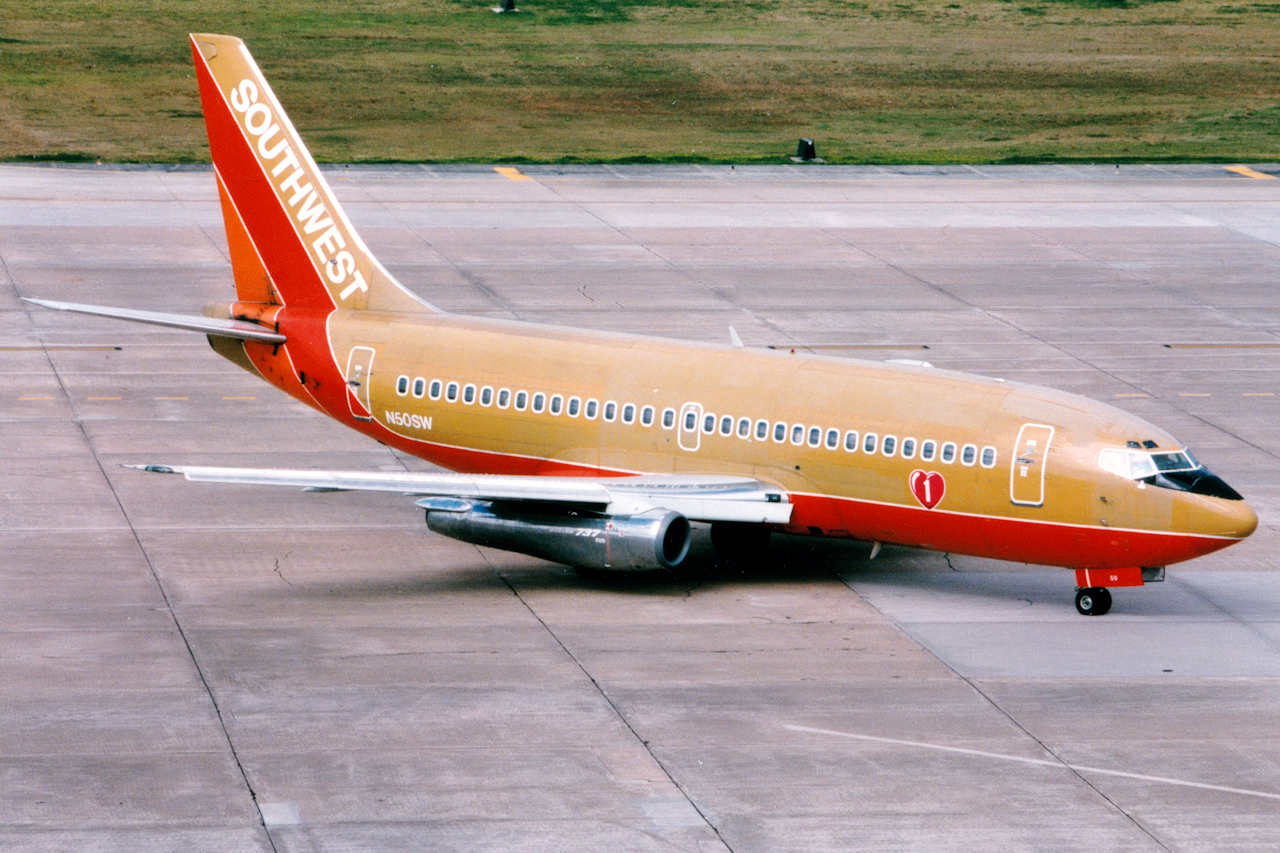
Chiếc máy bay gặp nạn, khi còn đang hoạt động cho Southwest Airlines, năm 1998

Chiếc máy bay đang được bay để kiểm tra lộ trình cho một cơ trưởng. Một cơ trưởng khác đóng vai trò là phi công giám sát trên chuyến bay. Trong khi đang bay, chuyến bay không xảy ra biến cố. Máy bay chuyển sang phương pháp tiếp cận ILS để tiếp cận đường băng số 5 và người điều khiển đã báo cáo rằng họ sẽ làm vậy đằng sau chuyến bay 809 của Philippines Airlines, một chiếc Airbus A319.
Sau khi chuyến bay 541 thoát ra khỏi những đám mây, phi hành đoàn quan sát được đường băng số 5 chưa trống hoàn toàn, nên đã liên hệ với đài kiểm soát không lưu để hoàn tất quá trình bay vòng và lại bay vào những đám mây. Quy trình đúng phải là bay lên độ cao 4000 feet. Nhưng thay vào đó, các phi công lại bay ở độ cao thấp hơn. Chuyến bay sau đó đã đâm phải một cây dừa ở độ cao 500 feet và sau đó va chạm cách sân bay quốc tế Francisco Bangoy vài dặm về phía đông. Chuyến bay sau đó bốc cháy và không có ai sống sót.

## Điều tra
Những người dân trên đảo nói rằng chiếc máy bay va vào một cây dừa và đứt một phần cánh. Họ còn nói thêm máy bay cố gắng bay lên với công suất tối đa, nhưng không thành và va chạm. Máy bay bắt đầu bốc cháy khi lao xuống một rừng. Người điều hành sân bay nói rằng có sương mù vào thời điểm xảy ra tai nạn. 21 nạn nhân trên chuyến bay không thể xác định được danh tính nên đã được chôn trong một ngôi mộ tập thể.
Sân bay quốc tế Francisco Bangoy không có đầy đủ thiết bị để hạ cánh vào thời điểm đó, và việc hạ cánh trực quan đã bị đình chỉ vài phút trước khi vụ tai nạn xảy ra.
1. ↑  "Air Philippines Flight 541". Wikipedia. ngày 23 tháng 2 năm 2007.